# Chirotica confederatae
Chirotica confederatae är en stekelart som först beskrevs av William Harris Ashmead 1896.  Chirotica confederatae ingår i släktet Chirotica och familjen brokparasitsteklar. Inga underarter finns listade i Catalogue of Life.